# Gisela Engelin-Hommes

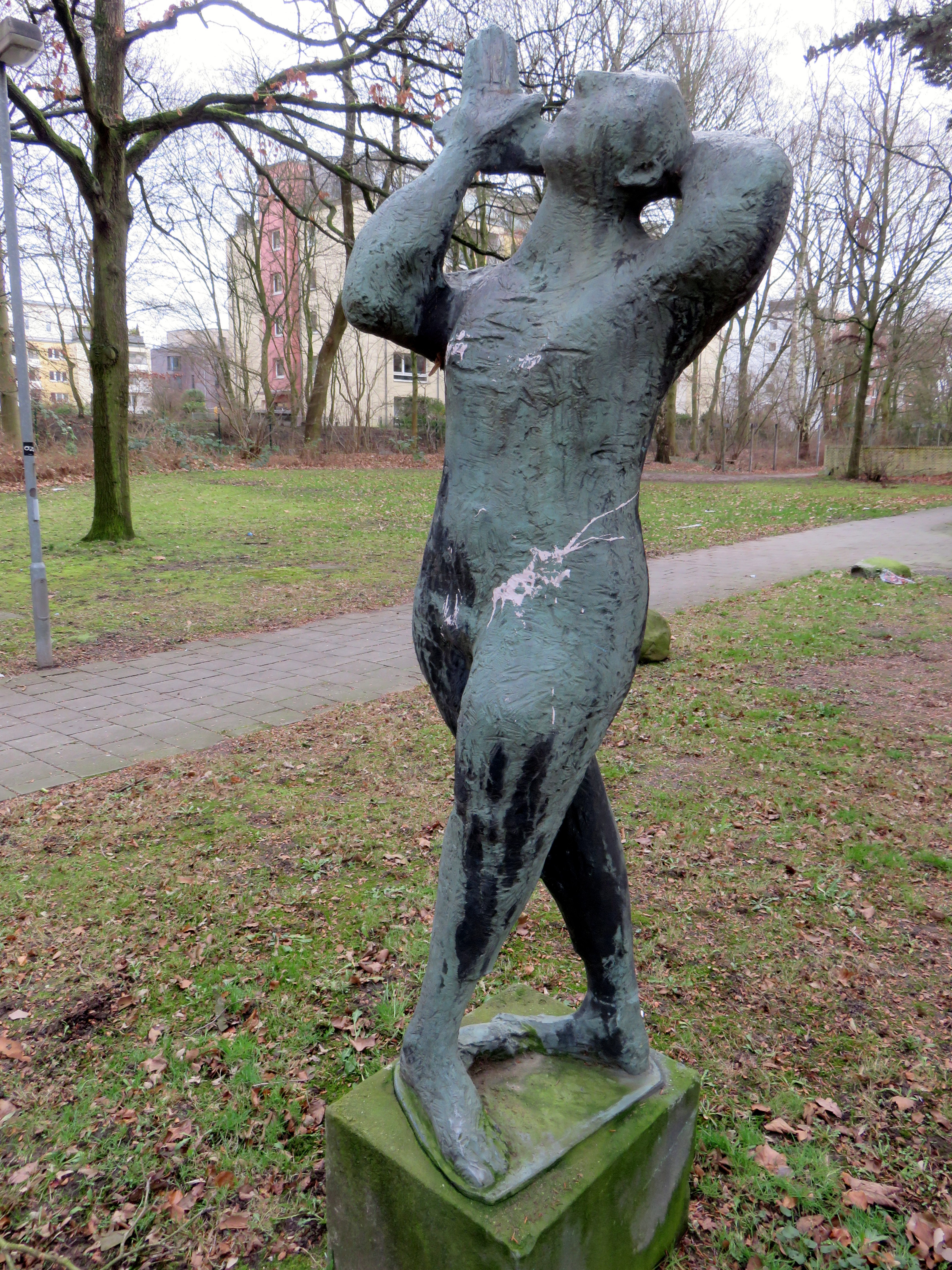
Pantomime, 1965, Hamburg-Lokstedt

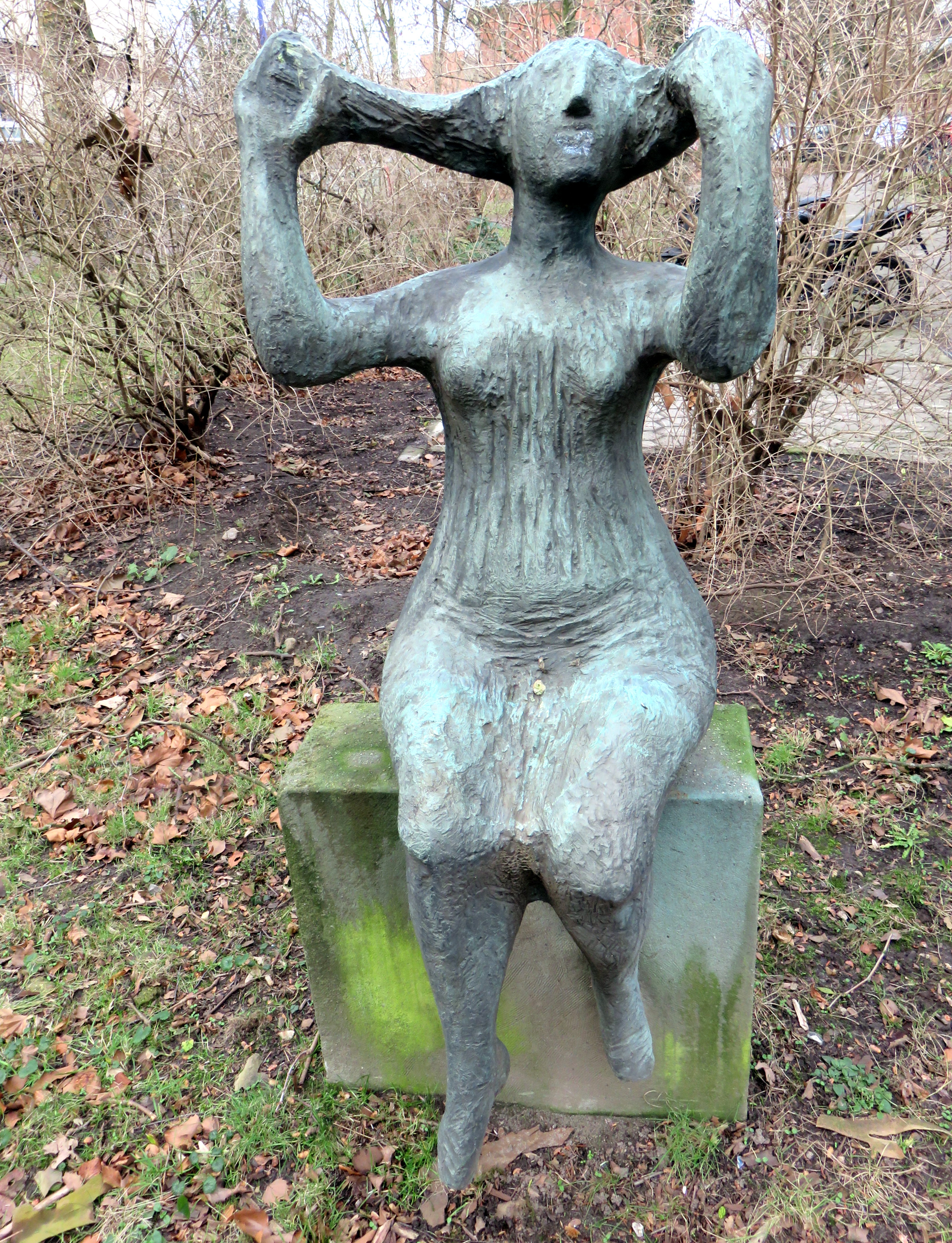
Frau mit Haarschopf, 1965 oder 1966, Hamburg-Lokstedt

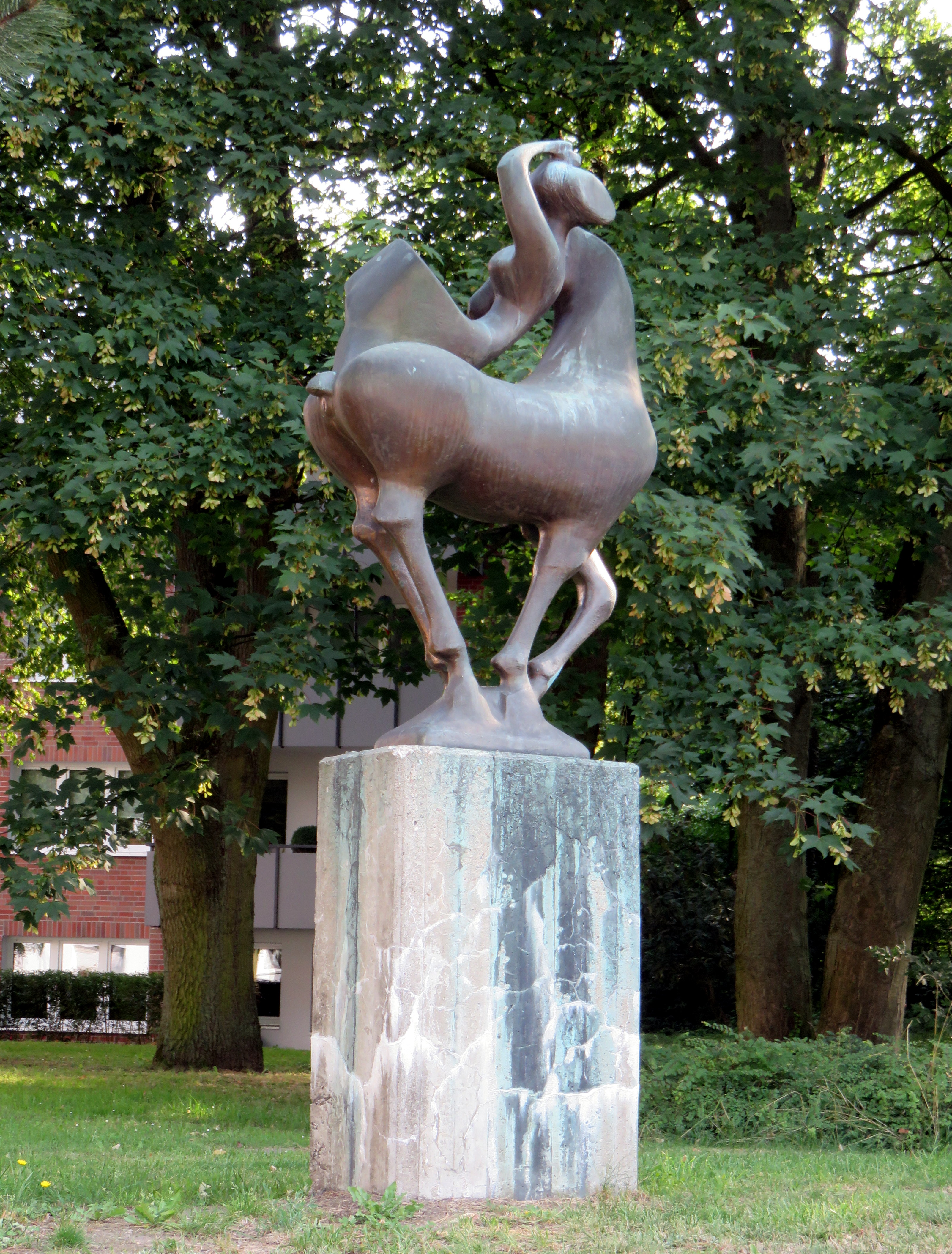
Akrobatin auf Pferd, 1967, Hamburg-Rahlstedt

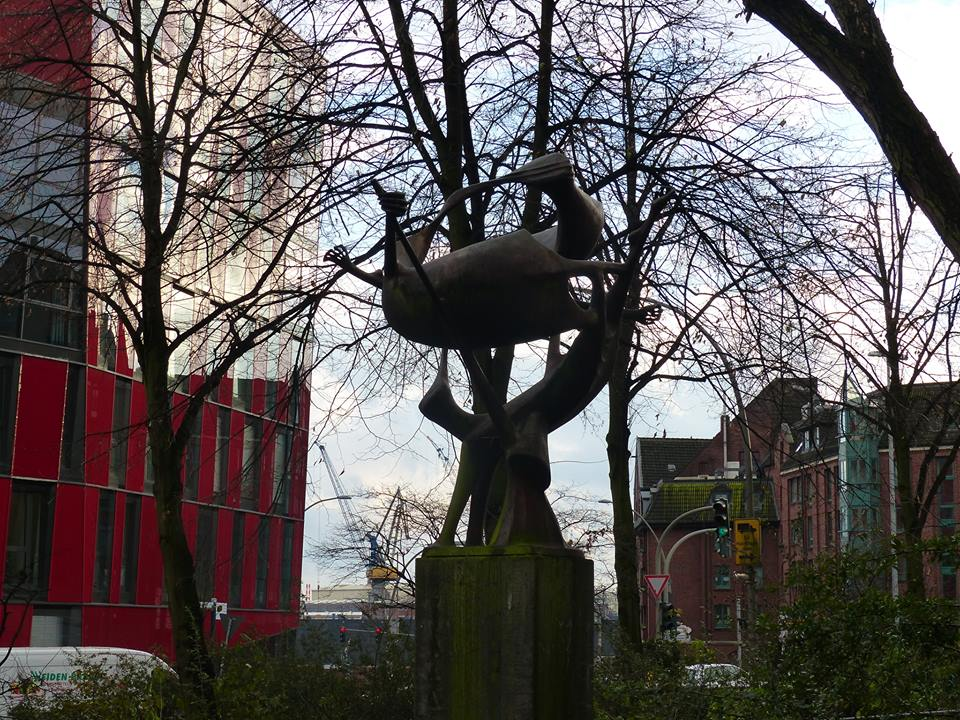
Hexenfahrt, 1973, Hamburg-Altona-Altstadt

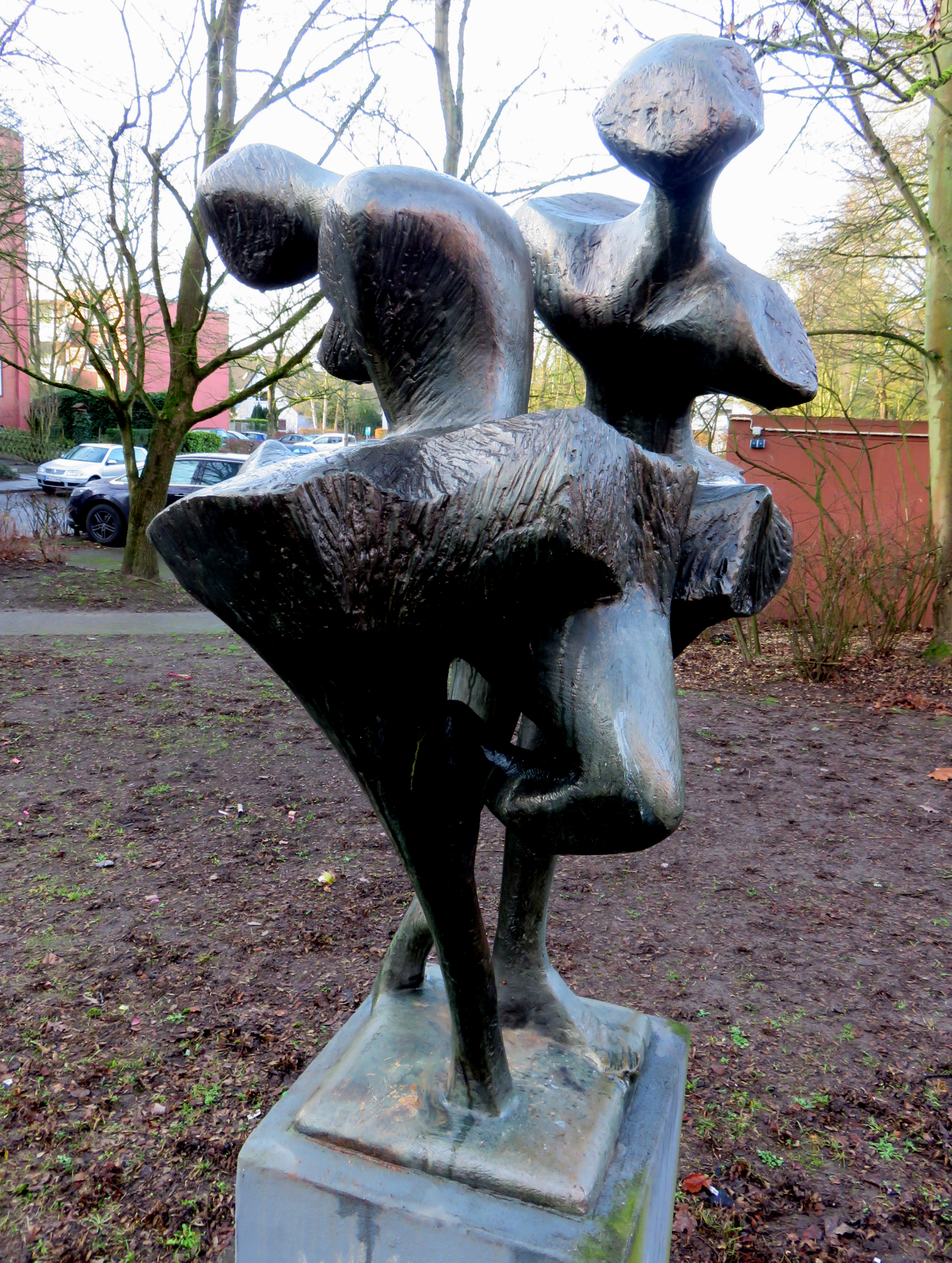
Tänzerinnen, 1974, Hamburg-Rahlstedt

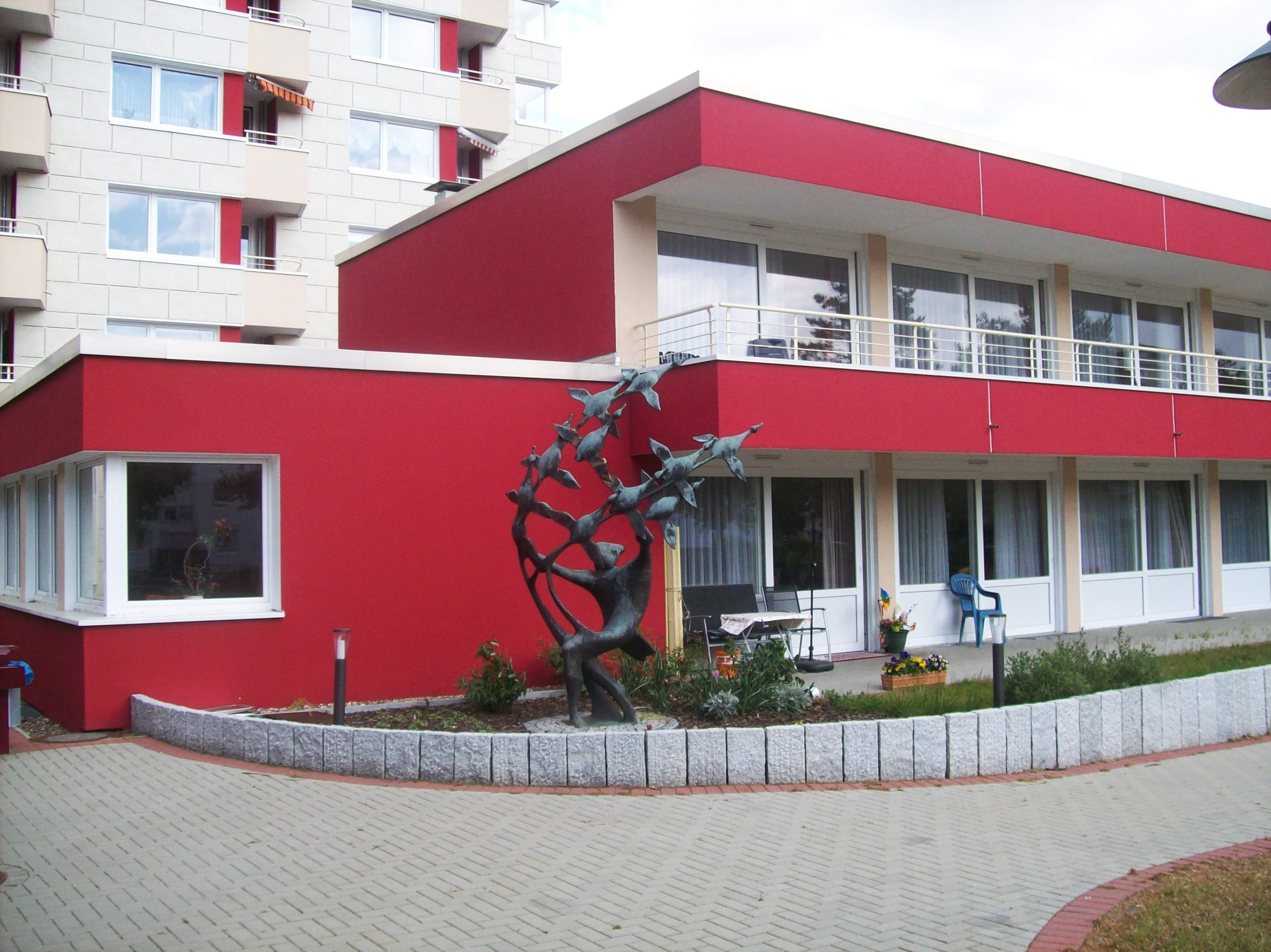
Münchhausen, 1977, Hamburg-Hausbruch

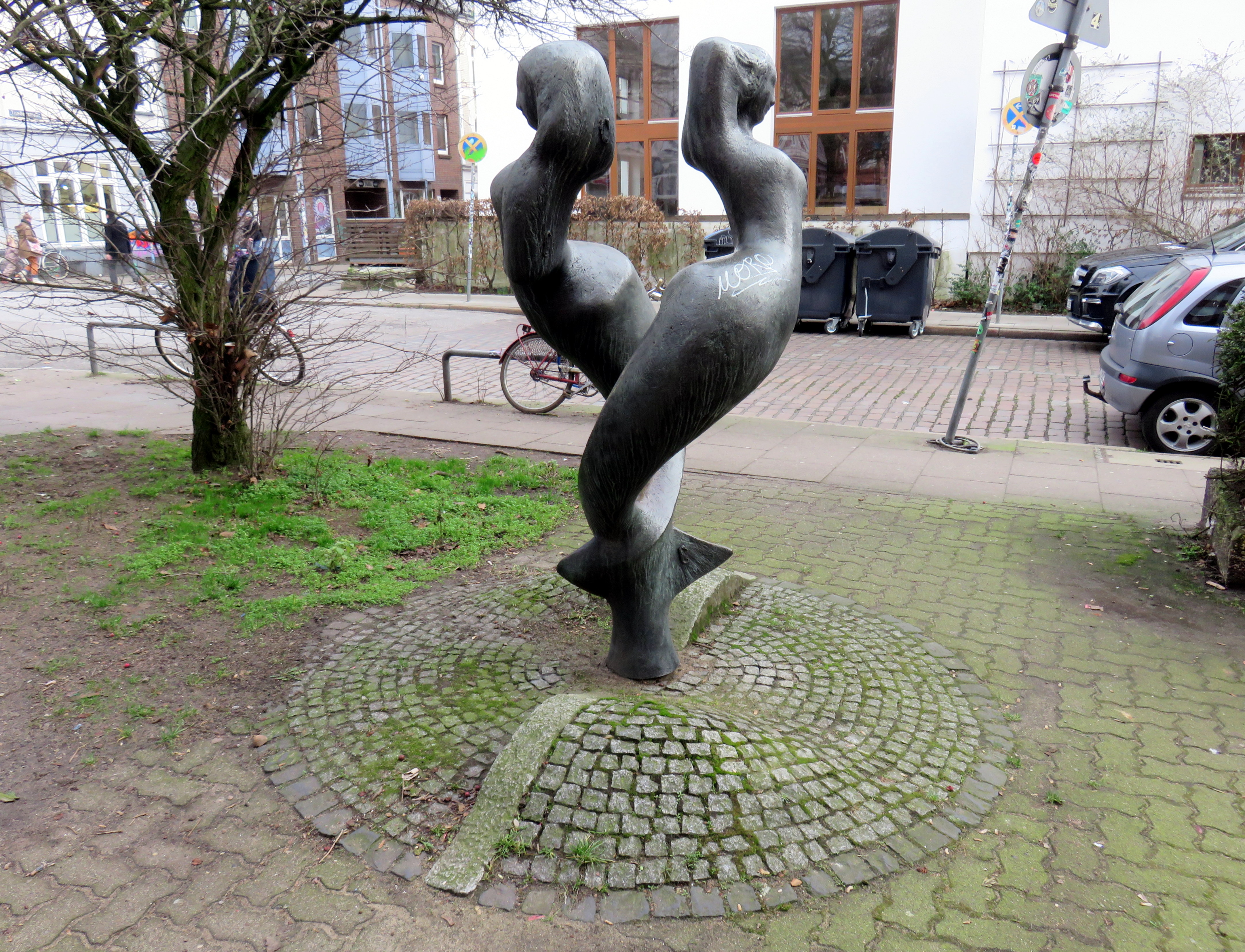
Zwei Nixen, 1977, Hamburg-Altona-Altstadt

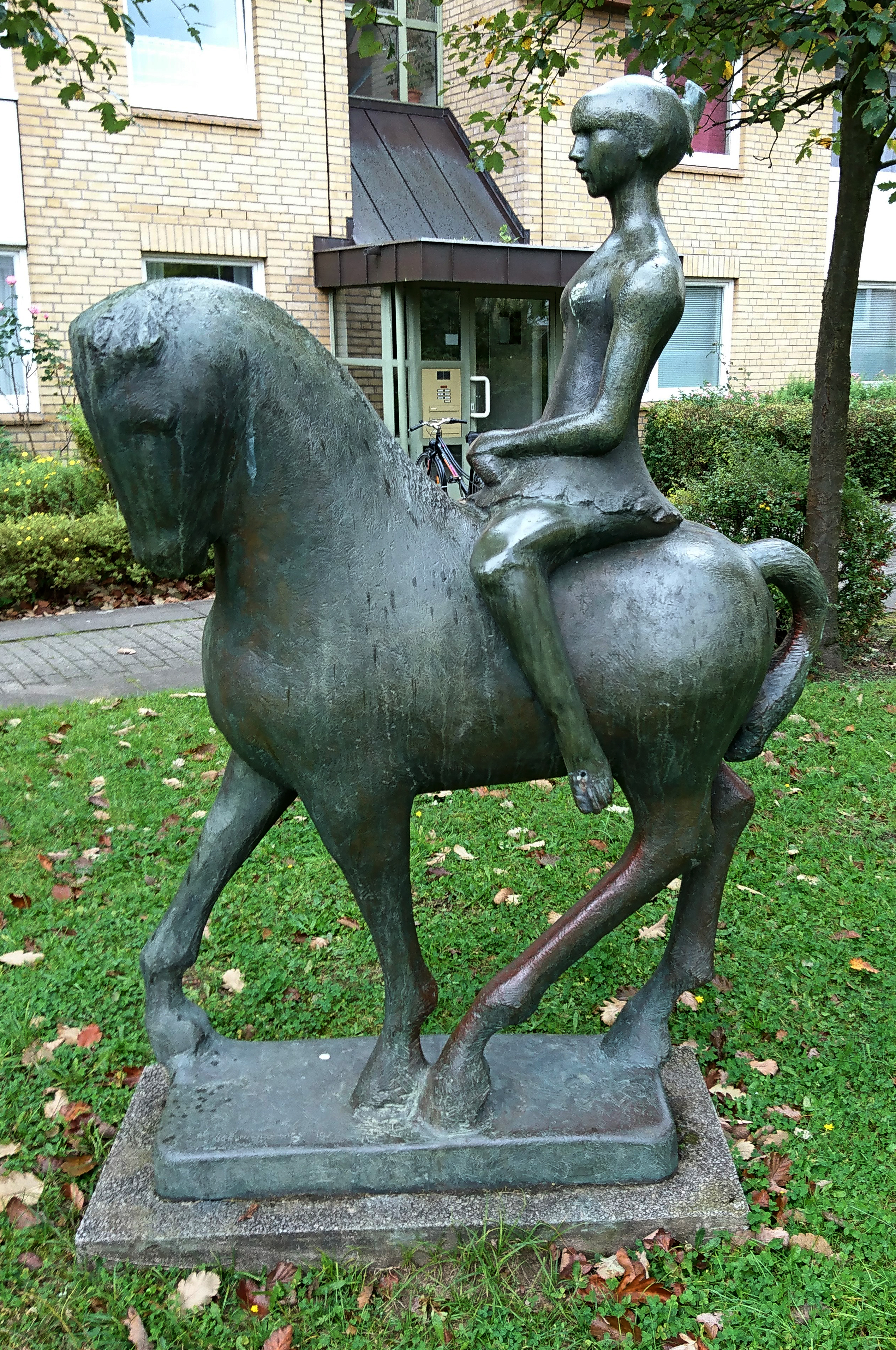
Zirkusreiterin, 1978, Hamburg-Langenhorn

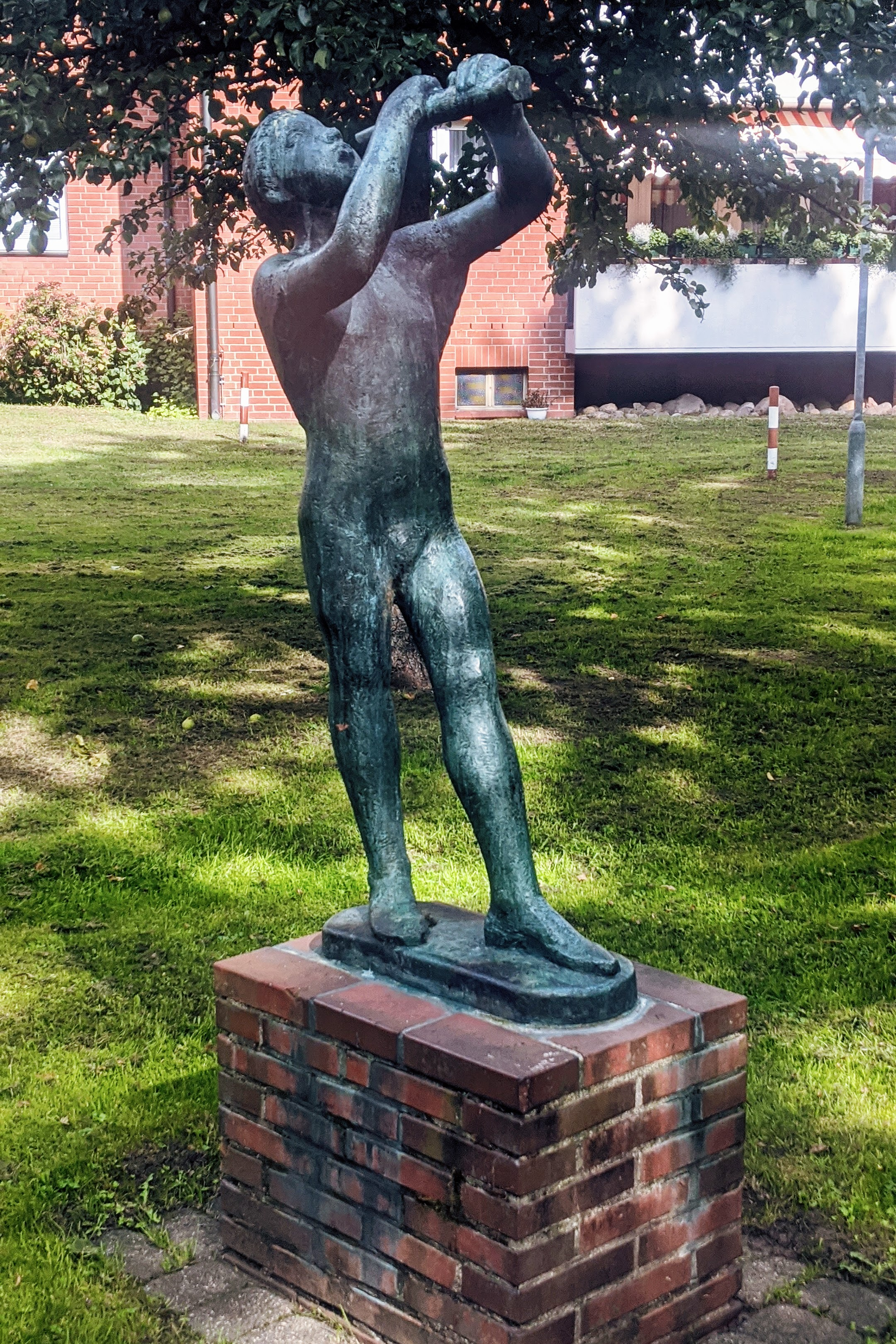
Flötenspieler, 1985, Hamburg-Hamm

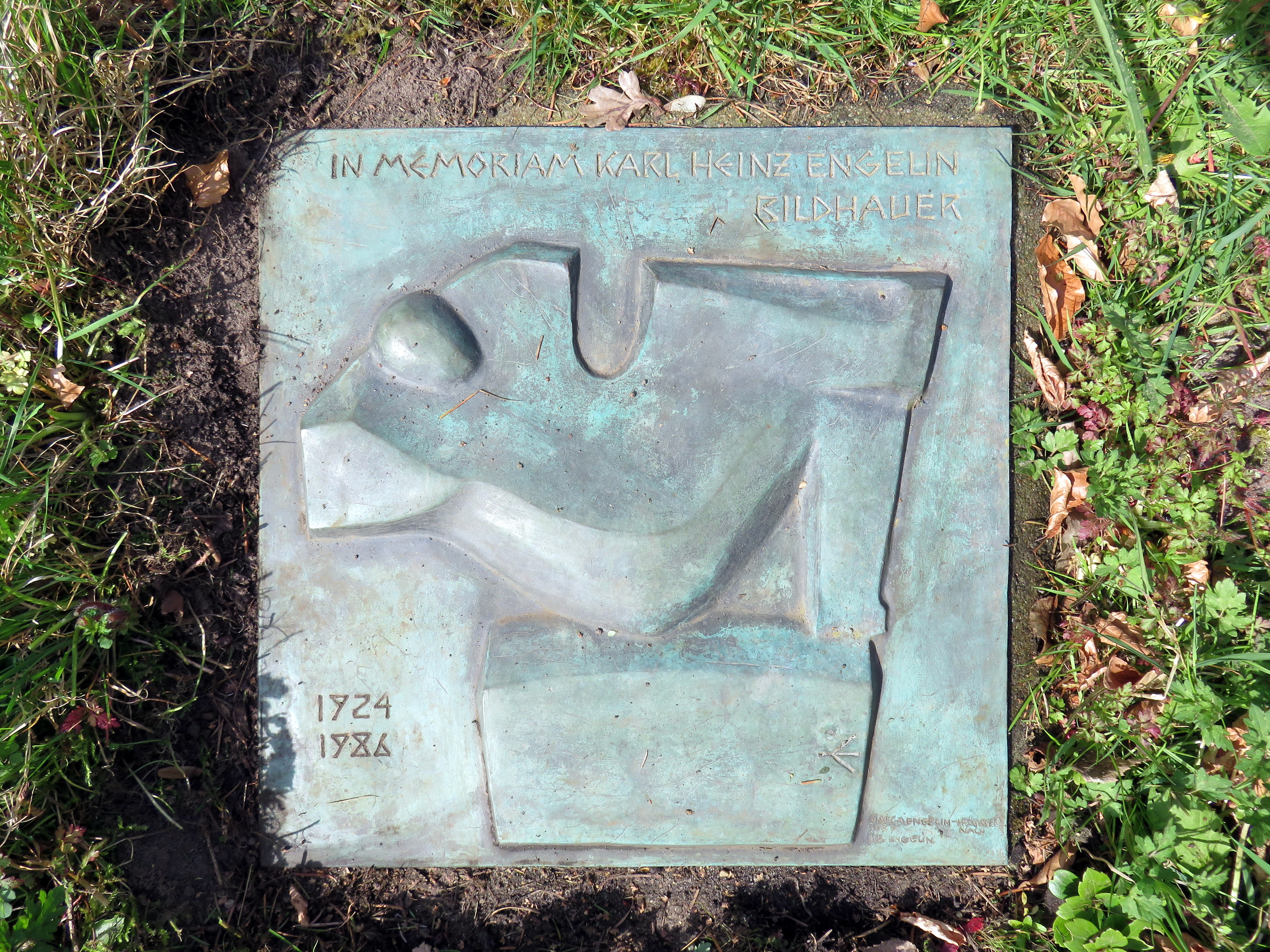
Kissenstein Karl Heinz Engelin, 1987, Friedhof Ohlsdorf, Hamburg-Ohlsdorf

Gisela Engelin-Hommes, auch Gisela Hommes (* 8. Oktober 1931 in Trier; † 3. Juli 2017), war eine deutsche Bildhauerin.

## Leben
Gisela Hommes wurde am 8. Oktober 1931 in Trier geboren. 1948 bis 1949 studierte sie an der Werkkunstschule Trier Bildhauerei. 1951 bis 1953 studierte sie Bildhauerei an der Staatlichen Akademie der Bildenden Künste in Freiburg im Breisgau, die eine Außenstelle der Staatlichen Akademie der Bildenden Künste Karlsruhe war. Ab 1953 hatte sie ihr eigenes Atelier in Breisach am Rhein. 1954 heiratete sie ihren Studienkollegen aus der Freiburger Zeit Karl Heinz Engelin und nannte sich fortan Gisela Engelin-Hommes. Mit ihm hatte sie in Breisach von 1955 bis 1958 ein Haus mit Atelier in der Straße Fischerhalde.
Ab 1959 hatte sie mit Karl Heinz Engelin ein gemeinsames Atelier im Hamburger Stadtteil St. Georg in der Alstertwiete, ab 1968 bis 1988 ein Atelierhaus in Hamburg-Hummelsbüttel sowie auf der dänischen Ostseeinsel Mön. Karl Heinz Engelin, mit dem sie eine Tochter und zwei Söhne hatte, starb am 1. Dezember 1986. Gisela Engelin-Hommes, die Mitglied des Berufsverbandes Bildender Künstler war, schuf in Hamburg in Aufträgen für Kunst am Bau oder Kunst im öffentlichen Raum mindestens 27 Bronzeskulpturen. Sie ist mit Skulpturen unter anderem in den Sammlungen der SAGA Unternehmensgruppe und der Vereinigte Hamburger Wohnungsbaugenossenschaft sowie in der Sammlung Block in Hamburg vertreten. Zudem ist sie mit mehreren Exponaten im Filmmuseum Potsdam vertreten. Ihre Skulpturen ließ sie bei drei Bildgießereien gießen, bei der Kunstgießerei Schmäke in Düsseldorf, der Bildgießerei Hermann Noack in Berlin und der Bildgießerei Richard Barth in Rinteln, die vor 1970 ebenfalls in Berlin ansässig war.
Gisela Engelin-Hommes starb am 3. Juli 2017 in Hamburg.

## Auszeichnung
- 1979 (Internationales Jahr des Kindes): 2. Preis des mit insgesamt 25.000 DM dotierten Wettbewerbs für bildende Künstler Hamburgs Das Kind in unserer Welt der Werner Otto Stiftung

## Ausstellungen (Auswahl)
Einzelausstellungen
- 1979–1980: Kunststudio Westfalen-Blatt, Bielefeld (mit Karl Heinz Engelin)
- 2014: Museum für Stadtgeschichte im Rheintor, Breisach am Rhein (mit Karl Heinz Engelin)[11]

Gemeinschaftsausstellungen
- 1969: Große Kunstausstellung, Haus der Kunst, München
- 1972: Bildhauer in Hamburg 1900–1972, Ausstellung anlässlich des 100. Geburtstages von Richard Luksch, Kunsthaus Hamburg, Hamburg-Altstadt
- 1973: Große Kunstausstellung, Haus der Kunst, München
- 1978: Japan-Metallic-Formative-Art-Institute, Ginza, Tokio, Japan[12]
- 1979: Das Kind in unserer Welt, Hamburger Rathaus, Hamburg-Altstadt
- 1979–1980: Das Kind in unserer Welt im Rahmen der Ausstellung Von Lust und Last, ein Kind zu sein, Altonaer Museum, Hamburg-Altona
- 1980: Das Kind in unserer Welt, Rathaus Ahrensburg
- 1980: Das Kind in unserer Welt, Landesvertretung Hamburg, Kurt-Schumacher-Straße 12, Bonn
- 1980: Das Kind in unserer Welt, Bücherhalle Neugraben, Hamburg-Neugraben-Fischbek
- 1980: Das Kind in unserer Welt, Empfangshalle Otto-Versand, Hamburg-Bramfeld
- 1980: Das Kind in unserer Welt, Kreissparkasse Stormarn (heute Sparkasse Holstein), Hagenstraße 19, Bad Oldesloe
- 1980–1981: Das Kind in unserer Welt, Werner Otto Institut der Alsterdorfer Anstalten (heute Evangelische Stiftung Alsterdorf), Bodelschwinghstraße, Hamburg-Alsterdorf
- 1981: Das Kind in unserer Welt, Rathaus Reinbek
- 1981: Sommerausstellung Galerie Brinke & Riemenschneider, Büschstraße 9, Hamburg-Neustadt[13]
- 2005: Villa Aurora, Landsled, Stege, Møn, Dänemark[14]
- 2013: Meine 50er Jahre, Atelier Ohm, Hamburg-Fuhlsbüttel[15]

Weitere Ausstellungen
- Darmstädter Sezession, Mathildenhöhe, Darmstadt
- Kleine oder Große Orangerie am Schloss Charlottenburg, Berlin
- Kunstpavillon, Kiel
- Kunstforum Ostdeutsche Galerie, Regensburg

## Werke (Auswahl)
- 1965: Pantomime, Bronze,  Guss: Kunstgießerei Schmäke, Düsseldorf. Grandweg 118–128, Hamburg-Lokstedt
- 1965 oder 1966: Frau mit Haarschopf, Bronze, Grandweg 118–128, Hamburg-Lokstedt
- 1967: Akrobatin auf Pferd, Bronze, Spitzbergenweg Ecke Meiendorfer Straße, Meiendorf, Hamburg-Rahlstedt
- 1967: Bronzeplastiken, Schwesternhäuser, Universitätsklinikum Hamburg-Eppendorf (bis 2001 Universitätskrankenhaus Eppendorf), Hamburg-Eppendorf
- 1968: Zirkusreiterin, auch Reiterin, Bronze, Eitnerweg, Hamburg-Hummelsbüttel – Vereinigte Hamburger Wohnungsbaugenossenschaft
- 1970: Weiberwand, Bonze
- 1970: Faun und Mädchen, Bronze, Rodeweg oder Schlangenkoppel, Öjendorf, Hamburg-Billstedt
- 1973: Hexenfahrt, auch Hexenflug, Bronze, Hexenberg, Emil-Wendt-Park (ehemals Walter-Möller-Park), Hamburger Hochstraße 27, 29, Hamburg-Altona-Altstadt – SAGA Unternehmensgruppe[16]
- 1974: Amazone, Bronze, Höhe: 40 cm
- 1974: Tänzerinnen, Bronze, Benatzkyweg 14, Meiendorf, Hamburg-Rahlstedt – SAGA Unternehmensgruppe
- 1974: Abstrakte Plastik (Symbol), Bronze, vor der Müllverbrennungsanlage Stellinger Moor, Schnackenburgsallee, Hamburg-Bahrenfeld
- 1976: Renate (Kopf eines Mädchens, mit schmalem Sockel), Bronze, Höhe: 27 cm
- 1977: Münchhausen, Bronze, Seniorenwohnanlage am Rehrstieg 44, Ecke Neuwiedenthaler Straße, Neuwiedenthal, Hamburg-Hausbruch – Vereinigte Hamburger Wohnungsbaugenossenschaft
- 1977: Zwei Nixen (auf wellenförmigen Pflaster), Bronze, Guss: Bildgießerei Richard Barth, Rinteln. Bernstorffstraße 93, Thadenstraße, Hamburg-Altona-Altstadt – SAGA Unternehmensgruppe
- 1977: Lautenspieler, Bronze, Ernst-Mittelbach-Ring 55, Hamburg-Niendorf
- 1977: Schreitendes Paar, Bronze, Luisenhofstieg 14, Hamburg-Billstedt
- 1978: Schreitendes Paar, Bronze, Horner Landstraße 416, Hamburg-Billstedt[17]
- 1978: Zirkusreiterin, Bronze, Am Schiffbeker Berg, Hamburg-Billstedt[18]
- 1978: Zirkusreiterin, Bronze, Guss: Bildgießerei Richard Barth, Rinteln. Tangstedter Landstraße 261, Hamburg-Langenhorn – Vereinigte Hamburger Wohnungsbaugenossenschaft
- 1978: Lautenspieler, Bronze, Am Schiffbeker Berg, Hamburg-Billstedt
- 1979: Renate (Kopf eines Mädchens, ohne Sockel), gleicher Kopf wie 1976, Bronze, Höhe: 28 cm (Wettbewerbsbeitrag)
- 1980: St. Florian, Bronzerelief an der Stirnwand des Unterrichtsraum der Freiwillige Feuerwehr Wellingsbüttel, Schulteßdamm 18, Hamburg-Wellingsbüttel
- 1982: Kachelbild, Außenwand, Dortmunder Straße 19, Hamburg-Langenhorn – Vereinigte Hamburger Wohnungsbaugenossenschaft (Nach Fassadenisolierung nicht mehr sichtbar)[19]
- 19??: (vor 1983) Wandgestaltung, Bronze, Techniker Krankenkasse Bildungszentrum, Salzhausen
- 1984: Neptun mit Nixen, Bronze, Ausschläger Allee 32, Hamburg-Rothenburgsort
- 1984: Pferd und Reiter, Bronze, Reinhold-Meyer-Straße 29, Hamburg-Niendorf
- 1985: Flötenspieler, Bronze, Dimpfelweg, Hamburg-Hamm
- 1987: Kissenstein Karl Heinz Engelin, mit Relief von Karl Heinz Engelins Skulptur Der Faulenzer von 1984, Bronze, Planquadrat Bh54-1985, Friedhof Ohlsdorf, Hamburg-Ohlsdorf
- 1991: Terrakottarelief mit einer Darstellung eines Knienden mit einem Vogel auf der Hand. Verso auf Aufkleber „Engelin-Hommes“. 18 × 26 cm[20][21]
- 19??: (vor 1992) Flötespielender Pan auf einer Mauer sitzend, Bronze, 30 × 12,5 × 12 cm[22]
- 1999: Abstrakter Torso, Bronze, braun-grün patiniert, Länge 7,5 cm, Guss: Richard Barth, Rinteln[23]
- 2004: Kissenstein Johanna Eleonore Hannelore Palou, geb. Hommes (1924–2004). Gleiche Schriftart wie bei Kissenstein Veit Engelin. Grablage: P27,316. Östlich vom und am Garten der Frauen gelegen.
- 2005: Kissenstein Veit Engelin (1963–2004), mit Relief St. Georg mit dem Drachen nach einem Entwurf von Veit Engelin, Planquadrat Bh54-1985, Friedhof Ohlsdorf, Hamburg-Ohlsdorf
- ????: (vor 2007) Kleine Stehende, Bronze, 16,5 × 5,5 × 4 cm, 950 Gramm, signiert mit „G Ho“, Unterseite gepunzt mit „SCHÖNER WOHNEN“ und nummeriert[24][25][26]
- ????: (vor 2009) Keramikrelief mit einer Landschaftsdarstellung mit Pferden, Heißluftballon und Personenstaffage. Polychrom glasiert. Verso auf Aufkleber bezeichnet: „Engelin-Hommes“. 27 × 34 cm[27][28]
- ????: Münchhausen (kleinere Version als die von 1977), Skulpturengarten Haus Radisli, Wäldemleweg 1, Bernau-Weierle[29]

Typoskript
- 1982: 33 Gedichte, 12 Plastiken, Typoskript